# 1,2-diidrovomilenina reduttasi
La 1,2-diidrovomilenina reduttasi è un enzima appartenente alla classe delle ossidoreduttasi, che catalizza la seguente reazione:
17-O-acetilnorajmalina + NADP+ ⇄ 1,2-diidrovomilenina + NADPH + H+
L'enzima forma parte della via di biosintesi dell'ajmalina.